# Oenothera indecora
Oenothera indecora é uma espécie de planta com flor pertencente à família Onagraceae. 
A autoridade científica da espécie é Cambess., tendo sido publicada em Flora Brasiliae Meridionalis (quarto ed.) 2(17): 268. 1829 (1830).

## Portugal
Trata-se de uma espécie presente no território português, nomeadamente os seguintes táxones infraespecíficos:
- Oenothera indecora subsp. bonariensis - presente em Portugal Continental. Em termos de naturalidade é introduzida na região atrás referida. Não se encontra protegida por legislação portuguesa ou da Comunidade Europeia.